# San Antonio, Ciudad del Maíz
San Antonio är en ort i Mexiko.   Den ligger i kommunen Ciudad del Maíz och delstaten San Luis Potosí, i den centrala delen av landet, 300 km norr om huvudstaden Mexico City. San Antonio ligger 1 304 meter över havet och antalet invånare är 406.
Terrängen runt San Antonio är huvudsakligen kuperad, men åt nordost är den bergig. Runt San Antonio är det glesbefolkat, med 11 invånare per kvadratkilometer. Närmaste större samhälle är Ciudad del Maiz, 14,9 km söder om San Antonio. I omgivningarna runt San Antonio växer huvudsakligen savannskog.